# ماغو
ماغو (بالفارسية: ماغو) هي قرية تقع في قسم بالابند الريفي في إيران. يقدر عدد سكانها بـ 479 نسمة بحسب إحصاء 2016.